# Євсєєв Іван Федорович
Іва́н Фе́дорович Євсє́єв (22 лютого 1912, Старий Салтів — 7 липня 1973, Київ) — український радянський історик, доктор історичних наук (1966), учасник Другої світової війни, дослідник історії східноєвропейських країн, старший науковий співробітник Інституту історії АН УРСР.

## Біографія
Народився 22 лютого 1912 року в с. Старому Салтові у сім'ї робітника. Трудову діяльність розпочав слюсарем на електромеханічному заводі (з 1928 по 1933 рік), звідки за путівкою ВЛКСМ пішов навчатися в Харківський юридичний інститут. Після закінчення вишу (у 1937 році) працював на відповідальних посадах у Народному комісаріаті юстиції, Президії Верховної Ради УРСР та Раді Міністрів УРСР. Член КПРС з 1940 року. Був учасником Другої світової війни.
У 1951 році захистив кандидатську дисертацію на тему: «Народні комітети Закарпатської України», у 1966 — докторську. З 1954 року — науковий працівник Інституту історії АН УРСР.
В Інституті історії АН УРСР вчений проводив науково-організаційну роботу. З 1960 по 1963 рік очолював відділ історії країн народної демократії.
Помер 7 липня (за іншими даними — 14 липня) 1973 року на 62 році життя після тяжкої хвороби.

## Наукова робота
Автор понад 50 наукових праць. Серед них — монографії: «Народные комитеты Закарпатской Украины — органы государственной власти (1944—1945 гг.)» (М., 1954); «З історії Закарпатської України» (Прага, 1956); «Сотрудничество Украинской ССР и Польской Народной Республики (1944—1960 гг.)» (К., 1962), на останню тему вчений у 1966 році захистив докторську дисертацію.
Співавтор колективних монографій: «Украинская ССР и зарубежные социалистические страны» (К., 1965), «Україна в період розгорнутого будівництва комунізму. Великі звершення» (К., 1967) та «Інтернаціональна сила ленінських ідей» (К., 1970). Його праці отримали високі оцінки радянської, чехословацької та польської наукової громадськості.
Був членом Вчених рад Інституту історії та Сектору держави і права АН УРСР, членом Українського комітету славістів, виступав з доповідями і повідомленнями на міжнародних, загальносоюзних і республіканських наукових конференціях, сесіях і нарадах.
У статті з неперіодичного збірника наукових праць Історіографічні дослідження в Україні вченого названо «відомим дослідником українсько-польських економічних зв'язків, який ще на початку 60-х років назвав прикордонний обмін важливою формою співробітництва».

### Основні праці
За ЕСУ:
- Народные комитеты Закарпатской области — органы государственной власти (1944—1945). — Москва, 1954;
- Непорушна дружба народів соціалістичних держав — втілення ідей Великого Жовтня. — К., 1957;
- Сотрудничество Украинской ССР и Польской Народной Республики (1944—1960). — К., 1962[4].

## Нагороди
- Орден Вітчизняної війни II ступеня;
- Орден«Знак Пошани»;
- Медалі[2].